# مايكل أمير كينت

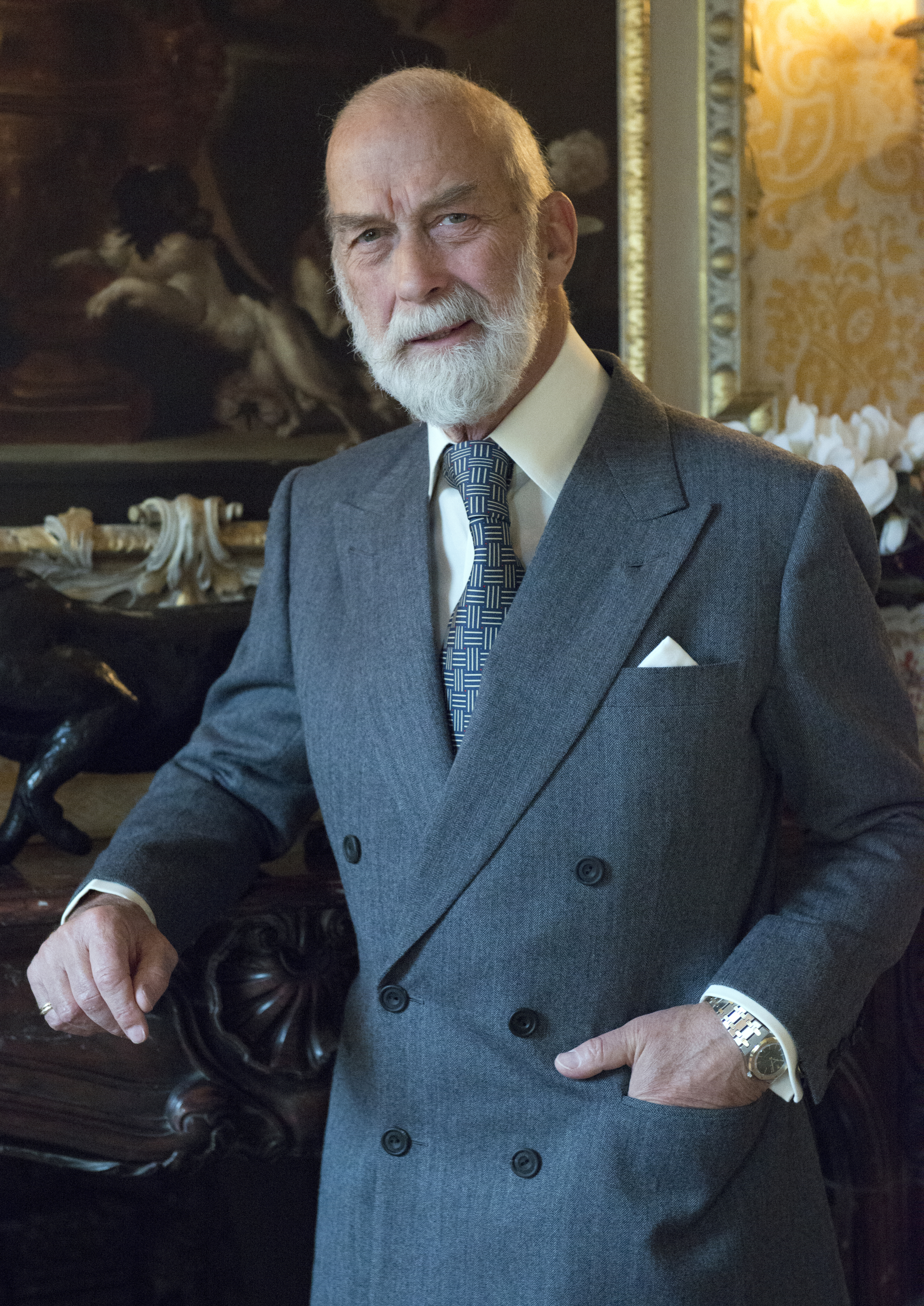
مايكل أمير كينت

الأمير مايكل كينت (بالإنجليزية: Prince Michael of Kent) (الاسم الكامل:مايكل جورج تشارلز فرانكلين، مواليد 4 يوليو 1942) أحد أعضاء الأسرة الملكية البريطانية فهو حفيد الملك جورج الخامس والملكة ماري.

## عن حياته
ولد الأمير مايكل في 4 يوليو 1942، في إيفر، باكينجهامشير في إنجلترا وتزوج من الأميرة ماري كريستين عام 1978 تلقى تعليمه في مدرسة سونينغدل وكلية إيتون، ودخل الأمير مايكل الأكاديمية العسكرية الملكية، ساندهيرست، في يناير 1961.